# Akabira
Akabira (japonsky 赤平市) je město v prefektuře Hokkaidó v Japonsku. K roku 2019 v něm žilo bezmála deset tisíc obyvatel.

## Poloha a doprava
Akabira leží jihozápadně od Asahikawy a severovýchodně od Sappora.
Prochází přes ni železniční trať Takikawa – Nemuro.

## Dějiny
Současný status města má Akabira od 1. července 1954.